# Sender Blomenkamp
Der Sender Blomenkamp (auch als Sender Schafberg bezeichnet) ist eine Einrichtung des Westdeutschen Rundfunks zur Verbreitung von Hörfunkprogrammen im UKW-Bereich östlich von Ibbenbüren auf dem Schafberg. Der Sender Blomenkamp verwendet als Antennenträger einen 91 Meter hohen, abgespannten Stahlfachwerkmast, dessen Fundament sich 176 Meter über dem Meeresspiegel befindet. 

## Frequenzen und Programme

### Analoger Hörfunk (UKW)
Folgende Programme werden abgestrahlt:
| Frequenz (MHz) | Programm | RDS PS            | RDS PI                | Regionalisierung | ERP (kW) | Antennendiagramm rund (ND)/gerichtet (D) | Polarisation horizontal (H)/vertikal (V) |
| -------------- | -------- | ----------------- | --------------------- | ---------------- | -------- | ---------------------------------------- | ---------------------------------------- |
| 88,5           | WDR 5    | WDR_5___          | D395                  | –                | 0,5      | D (310–90°)                              | H                                        |
| 96,0           | WDR 2    | WDR_2_MS WDR_2___ | DA92 (regional), D392 | Münster          | 0,5      | D (310–90°)                              | H                                        |
| 97,3           | WDR 3    | WDR_3___          | D393                  | –                | 0,5      | D (310–90°)                              | H                                        |
| 99,5           | WDR 4    | WDR_4___          | D394                  | Münster          | 0,5      | D (310–90°)                              | H                                        |
| 102,5          | 1 Live   | _1LIVE__          | D391                  | –                | 0,5      | D (310–80°)                              | H                                        |

### Digitales Radio (DAB/DAB+)
DAB beziehungsweise der Nachfolgestandard DAB+ wird in vertikaler Polarisation und im Gleichwellenbetrieb mit anderen Sendern ausgestrahlt. Am 29. August 2012 erfolgte der Wechsel von DAB-Kanal 12D auf DAB-Kanal 11D. Über diesen wird derzeit der Multiplex Radio für NRW mit den Programmen des WDR mit einer Leistung von 5 kW ERP übertragen.
| Block                        | Programme (Datendienste) | ERP (kW) | Antennen- diagramm rund (ND), gerichtet (D) | Polarisation horizontal (H)/ vertikal (V) | Gleichwellennetz (SFN) |
| ---------------------------- | --- | -------- | ------------------------------------------- | ----------------------------------------- | --- |
| 11D Radio für NRW (D__00236) | - 1 Live (88 kbps) - 1 Live diggi (88 kbps) - WDR 2 Rhein-Ruhr (RR) (88 kbps) - WDR 2 Ostwestfalen-Lippe (OW) (88 kbps) - WDR 2 Südwestfalen (SW) (88 kbps) - WDR 3 (120 kbps) - WDR 4 Rhein-Ruhr (RR) (88 kbps) - WDR 4 Ostwestfalen-Lippe (OW) (88 kbps) - WDR 4 Südwestfalen (SW) (88 kbps) - WDR 5 (88 kbps) - WDRcosmo (80 kbps) - WDR Maus (80 kbps) - WDR Event (56 kbps) - WDR EPG (8 kbps) - ARD TPEG (16 kbps) | 5        | ND                                          | H                                         | - Region Aachen: Aachen (Stolberg-Donnerberg), Eifel (Dahlem-Bärbelkreuz) - Bergisches Land: Engelskirchen (Hohe Warte), Gummersbach (Kerberg), Remscheid (Hohenhagen), Wuppertal (Auf der Königshöhe) - Rheinland: Bonn (Venusberg), Köln (Kölnturm) - Rhein-Ruhr: Düsseldorf (Rheinturm), Gelsenkirchen-Scholven, Kleve (Bresserberg), Langenberg (Hordtberg), Viersen (Süchtelner Höhen) - Ruhrgebiet: Dortmund (Florianturm) - Münsterland: Ibbenbüren (Blomenkamp), Münster (Nottuln-Baumberge), Oelde (Mackenberg), Schöppingen - Ostwestfalen-Lippe: Bad Oeynhausen (P.Westf.-Wittekindsberg), Bielefeld (Hünenburg), Herford (Eggeberg), Höxter (Holzminden), Stemwede (Arrenkamp), Teutoburger Wald (Bielstein), Warburg, Willebadessen (Eggegebirge) - Südwestfalen: Arnsberg (Schlossberg), Biedenkopf (Sackpfeife), Ederkopf (Oberste Henn), Hallenberg (Bollerberg), Hochsauerland (Hunau), Lennestadt (Kuhhelle), Meschede, Nordhelle, Olsberg, Siegen (Giersberg) |

### Analoges Fernsehen (PAL)
Vor der Umstellung auf DVB-T diente der Sendestandort für analoges Fernsehen:
| Kanal | Frequenz (MHz) | Programm                | ERP (kW) | Richtcharakteristik rund (ND)/ gerichtet (D) | Polarisation horizontal (H)/ vertikal (V) |
| ----- | -------------- | ----------------------- | -------- | -------------------------------------------- | ----------------------------------------- |
| 5     | 175,25         | WDR Fernsehen (Münster) | 1        | ND                                           | H                                         |
| 8     | 196,25         | Das Erste (WDR)         | 1        | ND                                           | H                                         |